# Schmetterlingsgraph

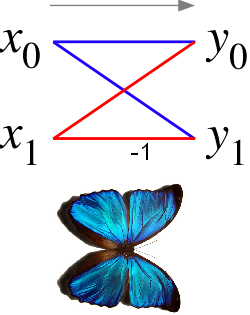
Datenflussdiagramm von den beiden Eingängen x_{0,1} zu den beiden Ausgängen y_{0,1}, welche der Kontur eines Schmetterlings entspricht

Ein Schmetterlingsgraph (englisch butterfly graph) zeigt, wie aus der Grundfunktion (der Schmetterling) der Fourier-Transformation ein schneller Fouriertransformator (FFT, schnelle Fourier-Transformation) aufgebaut wird.
Der Begriff Schmetterling leitet sich im Datenflussdiagramm von der Darstellung der beiden Dreiecke ab, die bei der Darstellung des Grundelementes (time decimation butterfly) der schnellen Fouriertransformation entstehen. Ein Schmetterling bewerkstelligt (jeweils komplex) eine Multiplikation, eine Subtraktion und eine Addition im Rahmen des FFT-Algorithmus von Cooley und Tukey. Durch die Linien wird angezeigt, dass die beiden Ausgänge {\displaystyle y_{0}} und {\displaystyle y_{1}} von den beiden Eingängen {\displaystyle x_{0}} und {\displaystyle x_{1}} abhängen.
Im einfachsten Fall (radix-2 Cooley und Tukey FFT-Algorithmus) besteht der Schmetterlingsgraph nur aus den dargestellten zwei Ein- und Ausgängen:
{\displaystyle y_{0}=x_{0}+x_{1}}
{\displaystyle y_{1}=x_{0}-x_{1}}
Der allgemeine Fall mit {\displaystyle n=2^{p}} Eingängen resultiert in einer Anzahl von {\displaystyle O(n\log n)} an Schmetterlingsgraphen mit den Bezügen:
{\displaystyle y_{0}=x_{0}+x_{1}\omega ^{k}}
{\displaystyle y_{1}=x_{0}-x_{1}\omega ^{k}}
mit
{\displaystyle \omega =\exp \left(-{\frac {2\pi \mathrm {i} k}{n}}\right)},
dem Index {\displaystyle k} und der imaginären Einheit {\displaystyle \mathrm {i} }.